# Ґоттфрід Ден
Ґоттфрід Ден (нім. Gottfried Döhn, 10 червня 1951) — східнонімецький академічний веслувальник.
Олімпійський чемпіон 1976 (вісімки), 1980 (розпашні четвірки зі стерновим) років.
Чемпіон світу 1975 (вісімки), 1977, 1978 років у складі розпашної четвірки зі стерновим.
Чемпіон Європи 1973 року в складі розпашної четвірки без стернового.